# Beautemps-Beaupré (bâtiment hydrographique)
Pour les articles homonymes, voir Beautemps, Beaupré et Beautemps-Beaupré.
Le Beautemps-Beaupré est un bâtiment hydrographique et océanographique lancé le 26 avril 2002 et mis au service le 13 décembre 2003 ; il est basé à Brest. Le navire porte le nom du père de l’hydrographie française Charles-François Beautemps-Beaupré. Le bâtiment, dont l'indicatif visuel est A758, succède à L’Espérance désarmé en 2000.

## Historique
Le Beautemps-Beaupré réalise des travaux d'hydrographie et d'océanographie côtiers et hauturiers pour 95 % du temps pour le Service hydrographique et océanographique de la marine (SHOM) et pour l'Ifremer les 5 % restants. Il est construit aux normes civiles pour naviguer 300 jours par an, avec deux équipages de 29 hommes chacun se relayant et 21 scientifiques et techniciens.
Sa ville marraine est Boulogne-Billancourt depuis le 8 avril 2009. Début 2018, tout son équipement scientifique est modernisé.

## Déploiements
- En 2014, le navire est déployé dans l'océan Indien pour y collecter des données[2].

## Autres bâtiments du même nom
Dans le passé, quatre bâtiments, dont trois reliés aux activités hydrographiques, ont déjà porté le nom de Beautemps-Beaupré :
- un croiseur de troisième classe (1 200 t, 63 m) (1872 à 1896) ;
- l'ex-patrouilleur D'Estaing, construit pendant la Première Guerre mondiale, qui fut transformé en bâtiment hydrographique entre 1919 et 1920 (1 100 t, 64 m) (jusqu'en 1935) ;
- un navire hydrographe dérivé d'un aviso colonial classe Bougainville, sabordé avant la fin de sa construction en 1940 (2 000 t, 106 m) ;
- l'ex-ravitailleur d'aviation Sans Souci, transformé à la Libération en escorteur, puis en aviso hydrographe (2 000 t, 95 m) (1946 à 1969).